# Alexandre Lauvergne
Alexandre Lauvergne, né le 22 août 1972, est un céiste français de slalom. 
Il est médaillé de bronze en canoë biplace (C2) par équipe aux Championnats d'Europe 1998 à Roudnice nad Labem. Aux Championnats d'Europe 2002 à Bratislava, il est médaillé d'argent en C2 par équipe. Il remporte la médaille d'or en C2 par équipe aux Championnats du monde 2002 à Bourg-Saint-Maurice.